# Campagne présidentielle de Pete Buttigieg en 2020

Logo de la campagne présidentielle de 2020 de Pete Buttigieg.

Le 15 avril 2019, Pete Buttigieg annonce sa candidature à l'élection présidentielle américaine de 2020. Maire de South Bend (Indiana), Buttigieg apparait d'abord comme un outsider avant de devenir un des principaux candidats. Sa candidature prend fin le 1er mars 2020.

## Contexte
Élu Maire de South Bend en 2011, Pete Buttigieg fut candidat au Comité national démocrate en 2017. Il annonce sa candidature alors qu'il est à la fin de son second mandat de Maire et après avoir annoncé qu'il ne sera pas candidat à un nouveau mandat.

## Campagne

### Comité exploratoire
Le 23 janvier 2019, Pete Buttigieg annonce la création d'un comité exploratoire en vue d'une future candidature aux présidentielles à travers les primaires démocrates.

### Annonce de sa candidature

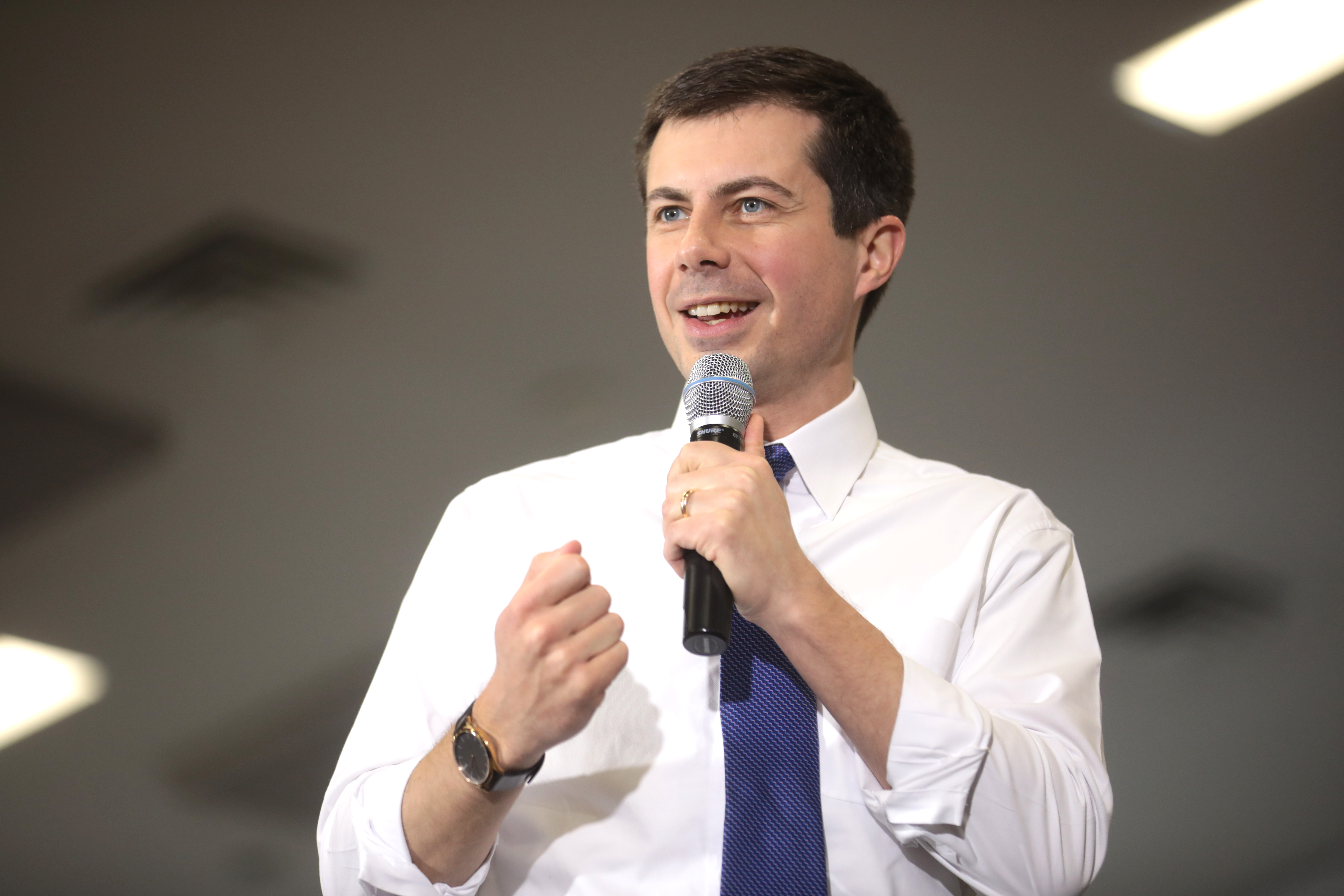
Pete Buttigieg en campagne dans l'Iowa en janvier 2020.

Pete Buttigieg annonce officiellement sa candidature le 14 avril 2019. Devant ses partisans, il s'annonce par ces mots : "Mon nom est Pete Buttigieg. Ils m'appellent le Maire Pete. Je suis un fier fils de South Bend, Indiana, et je suis candidat à la Présidence des États-Unis. À la suite de cette annonce, il lève plus d'un million de dollars en seulement quatre heures.

### Financement
Pete Buttigieg lève 7 millions de dollars lors du premier trimestre de 2019. Lors du second trimestre de 2019, il est le candidat démocrate levant le plus de fonds, recevant 24.8 millions de dollars. Lors du troisième trimestre de 2019, il lève 19.1 millions de dollars. Lors du dernier trimestre de 2019, le candidat lève 24.7 millions de dollars.
La campagne de Buttigieg n'accepte pas les dons de lobbyistes.

## Positions politiques

### Avortement
Pete Buttigieg est un pro-choix.

### Changement climatique
Buttigieg annonce vouloir rejoindre l'accord de Paris sur le climat une fois élu. Il souhaite également doubler la production américaine d'électricité propre d'ici à 2025, atteindre zéro émission dans la production d'électricité américaine d'ici à 2035 et atteindre le net-zéro émission d'ici à 2050. Il soutient également la mise en place d'une taxe carbone. 

### Élections
Pete Buttigieg soutient l'abolition du Collège électoral. Il soutient la proposition de rendre aux anciens condamnés leur droit de vote mais s'oppose à ce que les prisonniers puissent voter.
Buttigieg soutient l'idée selon laquelle Washington D.C doit devenir un État. Il soutiendrait également le fait que Puerto Rico devienne un État, si ces derniers le souhaitent.

### Droits des travailleurs
Pete Buttigieg souhaite lever le salaire minimum à 15 dollars de l'heure contre 7,25 aujourd’hui.

### Justice criminelle
Pete Buttigieg est favorable à l'abolition de la peine de mort.

### Politique étrangère
Pete Buttigieg est un soutien de la solution à deux États au conflit Israélo-Palestinien. S'il est un défenseur d’Israël, il désapprouve néanmoins la volonté de Benyamin Netanyahou d'annexer les colonies israéliennes en territoire palestinien,.
Dans la crise Vénézuélienne, Pete Buttigieg appelle à des élections libres et refuse une intervention militaire des États-Unis contre le régime de Nicolas Maduro.

### Santé
Pete Buttigieg propose une option publique pour chaque personne le souhaitant. Ainsi, il avance que les Américains auront le choix entre conserver leur assurance privée ou rejoindre un système publique.
Il propose également un plan de 300 milliards de dollars pour lutter contre les addictions et pour étendre les soins mentaux.

## Soutiens

### Élus fédéraux

#### Représentants à la Chambre
- Pete Visclosky, représentant de la première circonscription de l'Indiana depuis 1985[24].
- Dave Loebsack, représentant de la deuxième circonscription de l'Iowa depuis 2007[25].
- Anthony Brown, représentant de la quatrième circonscription du Maryland depuis 2017[26].
- Ann McLane Kuster, représentante de la deuxième circonscription du New Hampshire depuis 2013[27].
- Kathleen Rice, représentante de la quatrième circonscription de l'État de New York depuis 2015[28].
- Don Beyer, représentant de la huitième circonscription de la Virginie depuis 2015, ancien Ambassadeur en Suisse et au Liechtenstein (2009-2013), ancien Lieutenant Gouverneur de la Virginie (1990-1998)[29].
- Andy Kim, représentant de la troisième circonscription du New Jersey depuis 2018[30].

##### Ancien représentant
- Patrick Murphy, ancien représentant de la huitième circonscription de Pennsylvanie, ancien sous-secrétaire de l'Armée des États-Unis, ancien secrétaire de l'Armée des États-Unis[31].
- Glenn Nye, ancien représentant de la deuxième circonscription de Virginie[32].

### Ex-officiels de la Maison Blanche
- Anthony Lake, ancien Directeur de la planification politique (1977-1981), ancien conseiller à la Sécurité Nationale (1993-1997) et ancien Directeur exécutif de l'UNICEF (2010-2017)[33].
- Eric Fanning, ancien secrétaire à l'Armée (2016–2017)[33].
- Doug Wilson, ancien Assistant au Secrétariat à la Défense (2010–2012)[33].
- Vali Nasr, ancien Conseiller au Département d'État (2010–2012)[33].
- Frank Sanchez, ancien Sous Secrétaire au Commerce pour le commerce international (2010–2013)[33].
- Ned Price, ancien porte-parole du Conseil de Sécurité Nationale[33].
- Reggie Love, ancienne assistante spéciale et assistante personnelle de Barack Obama[34].
- Austan Goolsbee, ancien président du Conseil des conseillers économiques[34].
- Philip Gordon, ancien Secrétaire d'État assistant pour l'Europe et l'Eurasie (2009-2013), ancien assistant spécial pour Barack Obama (2013-2015)[33].
- Linda Douglass, ancienne directrice de communications du Bureau de la réforme santé de la Maison Blanche sous l'administration Obama[34].

### Ambassadeurs

#### Anciens ambassadeurs
- Peter Galbraith, ancien Ambassadeur en Croatie (1993-1998)[33].
- Tim Broas, ancien Ambassadeur aux Pays-Bas (2014-2016)[35].
- William Eacho, ancien Ambassadeur en Autriche (2009-2013)[35].
- David Jacobson, ancien Ambassadeur au Canada (2009-2013)[35].
- John R. Phillips, ancien Ambassadeur en Italie et à Saint-Marin (2009–2013)[35].
- Theodore Sedgwick, ancien Ambassadeur en Slovaquie (2010–2015)[35].

### Élus des États

#### Membres des exécutifs d'État
- Eleni Kounalakis, Lieutenant Gouverneur de Californie depuis 2019[36].
- Henry Beck, trésorier du Maine depuis 2019[37].
- Cyrus Habib, Lieutenant Gouverneur de l'État de Washington depuis 2017, ancien sénateur d'État pour l'État de Washington (2015–2017), ancien représentant au Parlement de l'État de Washington (2013–2015)[38].

#### Sénateurs d'État
- Bob Duff, sénateur d'État pour le Connecticut et leader de la majorité au Sénat d'État du Connecticut depuis 2015[39].
- Tony Bisignano, ancien représentant du quatre-vingtième district au Parlement de l'Iowa (1987-1993), ancien Sénateur du trente-quatrième district au Parlement de l'Iowa (1993-1997) et actuel Sénateur du dix-septième district depuis 2015[40].
- William Dotzler, ancien représentant du vingt-sixième district au Parlement de l'Iowa (1997-2003), Sénateur du onzième district au Parlement de l'Iowa depuis 2003[41].
- Michael Rodrigues, Sénateur d'État pour le Massachusetts depuis 2011 (district 1-Bristol et Plymouth), ancien représentant du huitième district au Parlement du Massachusetts (1996–2011)[42].
- Adam Hollier, Sénateur du second district au Parlement du Michigan depuis 2018[43].
- Martha Hennessey, Sénatrice du cinquième district au Parlement du New Hampshire depuis 2016, ancienne représentante du douzième district au Parlement du New Hampshire (2014-2016)[44].
- Jeff Yarbro, Leader de la minorité au Sénat du Tennessee depuis 2019, Sénateur du vingt-et-unième district au Parlement du Tennessee depuis 2015[45].
- Toni G. Atkins, Présidente Pro-tempore du Sénat de Californie depuis 2018[46].

#### Représentants d'État
- Loranne Ausley, représentante du neuvième district au Parlement de Floride depuis 2016[47].
- Ben Diamond, représentant du soixante-huitième district au Parlement de Floride depuis 2016[48].
- Adam Hattersley, représentant du cinquante-neuvième district au Parlement de Floride depuis 2018[49].
- Matthew Wilson, représentant du quatre-vingtième district au Parlement de la Géorgie depuis 2019[50].
- Stephanie Kifowit, représentante du quatre-vingt-huitième district au Parlement de l'Illinois depuis 2013[51].
- Lamont Robinson, représentant du cinquième district au Parlement de l'Illinois depuis 2019[52].
- Brian Meyer, représentant du trente-troisième district au Parlement de l'Iowa depuis 2013[40].
- Jo Oldson, représentant du quarante-et-unième district au Parlement de l'Iowa depuis 2003[40].
- Scott Ourth, représentant du vingt-sixième district au Parlement de l'Iowa depuis 2013[53].
- Kristin Sunde, représentant du quarante-deuxième district au Parlement de l'Iowa depuis 2019[40].
- Phyllis Thede, représentante du quatre-vingt treizième district au Parlement de l'Iowa depuis 2009[54].
- Kirill Reznik, délégué du trente-neuvième district au Parlement du Maryland depuis 2007[55].
- Pat Young, délégué du quarante-quatrième district au Parlement du Maryland depuis 2015[55].
- Susan Almy, représentante du treizième district de Grafton au Parlement du New Hampshire depuis 1996[56].
- Joelle Martin, représentante du vingt-troisième district d'Hillsborough au Parlement du New Hampshire depuis 2016[57].
- David Morrill, représentant du quatrième district de Cheshire au Parlement du New Hampshire depuis 2018[56].
- Andrew O'Hearne, représentant du troisième district de Sullivan au Parlement du New Hampshire depuis 2008[56].
- Cole Riel, représentant du sixième district d'Hillsborough au Parlement du New Hampshire depuis 2018[56].
- Sandra Jauregui, membre de l'Assemblée du Nevada (district 41) depuis 2016[58].
- Jennifer Arndt, représentante du cinquante-troisième district au Parlement du Colorado depuis 2015[59].
- JA Moore, représentant du quinzième district au Parlement de la Caroline du Sud depuis 2019[60].

### Élus municipaux
- Steve Adler, Maire d'Austin (Texas) depuis 2015[61].
- John Cranley, Maire de Cincinnati (Ohio) depuis 2013[62].
- Terence Roberts, Maire d'Anderson (Caroline du Sud) depuis 2006[63].
- Joe Hogsett, Maire d'Indianapolis (Indiana) depuis 2016[64].
- Erin Mendenhall, Maire de Salt Lake City (Utah)[65].
- Jenny Wilson, Maire du Comté de Salt Lake (Utah)[66].
- Nan Whaley, Maire de Dayton (Ohio) depuis 2014[67].
- Christine Hunschofsky, Maire de Parkland (Floride)[67].
- Dean Trantalis, Maire de Fort Lauerdale (Floride) depuis 2018[62].
- Tari Renner, Maire de Bloomington (Illinois) depuis 2013[62].
- Steve Hagerty, Maire d'Evanston (Illinois) depuis 2017[62].
- Jim Donchess, Maire de Nashua (New Hampshire) depuis 2015[68].
- Thomas McDermott Jr., Maire d'Hammond (Indiana) depuis 2004[62].
- Leirion Gaylor Baird, Maire de Lincoln (Nebraska) depuis 2019[62].
- Jorge Elorza, Maire de Providence (Rhode Island) depuis 2015[69].
- Christopher Cabaldon, Maire de West Sacramento (Californie) depuis 1998[70].
- Michelle De La Isla, Maire de Topeka (Kansas) depuis 2018[62].
- Noam Bramson, Maire de New Rochelle (New York) depuis 2006[62].
- Reed Gusciora, Maire de Trenton (New Jersey) depuis 2018[71].
- Rosalynn Bliss, Maire de Grand Rapids (Michigan) depuis 2016[62].
- Andy Berke, Maire de Chattanooga (Tennessee) depuis 2013[62].
- Luke Bronin, Maire d'Hartford (Connecticut) depuis 2016[62].
- Lydia Lavelle, Maire Carrboro (Caroline du Nord) depuis 2013[62].
- Hal McCabe, Maire d'Homer (New York)[72].
- Mitch Gross, Maire de Coralville (Iowa)[73].
- James Mueller, Maire de South Bend (Indiana) depuis 2020[74].
- Lauren McLean, Maire de Boise (Idaho)[75].
- Tracie Clemons, Maire de Norway (Caroline du Sud)[76].

#### Anciens élus municipaux
- Betsy Hodges, ancienne Maire de Minneapolis (Minnesota) de 2006 à 2014[62].
- Jim Gray, ancien Maire de Lexington (Kentucky) de 2011 à 2019[77].
- Sly James, ancien Maire de Kansas City de 2011 à 2019[62].
- Mark Kleinschmidt, ancien Maire de Chapel Hill (Caroline du Nord) de 2009 à 2015[62].
- Nelda Martinez, ancienne Maire de Corpus Christi (Texas) de 2012 à 2016[78].
- Annise Parker, ancienne Maire de Houston (Texas) de 2010 à 2016[79].
- Michael Signer, ancien Maire de Charlottesville (Virginie) de 2016 à 2018[80].
- Linda Langston, ancienne superviseure du comté de Linn[81].
- Layla Walz, ancienne Maire de Wells (Nevada)[82].
- Ted Wilson, ancien Maire de Salt Lake City (Utah)[66].

### Officiels du parti démocrate

#### Membre du DNC
- Keith Harper[33]
- Colleen Condon, Présidente du Parti Démocrate du comté de Charleston (Caroline du Sud)[83].

#### Anciens membres du DNC
- Steven Grossman, ancien Président du DNC (1997-1999), ancien Président du Parti Démocrate du Massachusetts (1991-1993)[84].
- Susan W. Turnbull, ancienne Vice-Présidente du DNC (2009-2011), ancienne Présidente du Parti Démocrate du Maryland (2009-2011)[55].

### Célébrités
- George Takei, acteur[85].
- Ryann Richardson, Miss Black America 2018[86].
- Kevin Kostner, acteur[87].
- Robert De Niro, acteur[88].
- Mandy Moore, chanteuse et actrice[89].
- Ben Harper, musicien[90].
- Seth MacFarlane, acteur et réalisateur[91].
- Collin Martin, joueur de football[92].
- Greg Louganis, médaillé olympique[93].
- Michael J. Fox, acteur[94].
- Tom Colicchio, chef cuisinier[95].
- Anne Rice, écrivaine[96].
- Lee Daniels, producteur, réalisateur, scénariste et acteur[97].
- Emmy Rossum, actrice et chanteuse[94].
- David Crosby, chanteur et guitariste[98].
- Mark Duplass, acteur et réalisateur[94].
- Jenna Fischer, actrice[94].

### Organisations
- VoteVets, Comité d'action politique (PAC), revendiquant 700 000 soutiens[99].
- LGBT Victory Fund, Comité d'action politique (PAC)[100].
- Equality California[101].
- Equality Nevada[102].
- Equality New Jersey[103].

### Journaux
- San Diego Union Tribune, journal de Californie[104].
- The State, journal de Caroline du Sud[105].
- El Paso Times, journal du Texas[106].
- Sentinel, journal du Colorado[107].
- Bay Area Reporter, journal de Californie[108].
- Falls Church News, hebdomadaire de Virginie[109].
- Orlando Sentinel, journal de Floride[110].

## Résultats
Pete Buttigieg remporte l'État de l'Iowa, premier État à voter lors des primaires démocrates. Remportant 26,2 % des voix, il devient le premier candidat ouvertement gay à remporter une primaire.
Il se place second dans le New Hampshire, remportant 24,4 % des voix derrière le Sénateur du Vermont Bernie Sanders (25,7 %). Il arrive troisième dans l'État du Nevada, remportant 14,3 % des suffrages derrière l'ancien Vice Président Joe Biden (20,2 %) et Bernie Sanders (46,8 %).
La primaire de Caroline du Sud marque un coup d'arrêt à sa campagne, ce dernier finissant quatrième avec seulement 8,2 % des voix. Pete Buttigieg retire sa candidature le 1er mars 2020 après la primaire de Caroline du Sud et avant le Super Tuesday.